# Giuseppe Morabito (arcivescovo)
Giuseppe Moràbito (Archi, 5 giugno 1858 – 3 dicembre 1923) è stato un arcivescovo cattolico italiano.

## Biografia
Dopo aver frequentato il seminario vescovile di Reggio Calabria, fu ordinato sacerdote.
Il 15 dicembre 1898 fu nominato vescovo di Mileto.
Il 4 luglio 1922 rinunciò all'ufficio, per gravi motivi di salute, e venne promosso da papa Pio XI arcivescovo titolare di Cizico, morendo il 3 dicembre dell'anno successivo, all'età di 65 anni.
Vescovo poeta, si mosse entro la corrente dei poeti del Novecento in Calabria.
Viene ricordato come l'apostolo della Calabria ed il vescovo dei terremoti del 1905 e del Terremoto di Messina del 1908, essendo tra i primi a soccorrere i sopravvissuti.

## Opere
- Fondazione di due orfanotrofi a Polistena;
- Fondazione di un ospedale-sanatorio a Nao Ionadi;
- Fondazione di un ospizio per anziani a Mileto;
- Fondazione della tipografia nell'Episcopio di Mileto;
- Fondazione del giornale Il Normanno;
- Fondazione dell'Osservatorio Sismico-Meteorologico nel Seminario diocesano.

## Poetica
Mons. Morabito fu uomo di profonda cultura umanistica, un lirico, un poeta che sapeva cogliere sentimenti e voci dell'anima e della natura, pubblicò i seguenti versi e prose:
- Conforti e Speranze - 1889;
- I sette sabati di N. S. della Consolazione - 1893;
- Il libro pei soldati - 1895;
- Ai Vulcani d'Italia - Carmi - 1906.

## Genealogia episcopale
La genealogia episcopale è:
- Cardinale Scipione Rebiba
- Cardinale Giulio Antonio Santori
- Cardinale Girolamo Bernerio, O.P.
- Arcivescovo Galeazzo Sanvitale
- Cardinale Ludovico Ludovisi
- Cardinale Luigi Caetani
- Cardinale Ulderico Carpegna
- Cardinale Paluzzo Paluzzi Altieri degli Albertoni
- Papa Benedetto XIII
- Papa Benedetto XIV
- Cardinale Enrico Enriquez
- Arcivescovo Manuel Quintano Bonifaz
- Cardinale Buenaventura Córdoba Espinosa de la Cerda
- Cardinale Giuseppe Maria Doria Pamphilj
- Papa Pio VIII
- Papa Pio IX
- Cardinale Raffaele Monaco La Valletta
- Cardinale Gennaro Portanova
- Arcivescovo Giuseppe Morabito